# Амазонска мазама
Амазонска мазама (Mazama nemorivaga) е вид бозайник от семейство Еленови (Cervidae).

## Разпространение и местообитание
Разпространен е в Бразилия, Венецуела, Гвиана, Еквадор, Колумбия, Панама, Перу, Суринам и Френска Гвиана.